# William Michael Morgan
William Michael Morgan (Vicksburg, 13 maggio 1993) è un cantante statunitense.

## Biografia
William Michael Morgan è nato il 13 Maggio 1993 a Vicksburg, Mississippi, Stati Uniti. Ispirato da icone della musica country come Conway Twitty, George Strait, Merle Haggard, Alan Jackson, Keith Whitley e Brad Paisley, intraprende la carriera di cantante country postando cover dei loro brani sul suo canale YouTube.

## Carriera
Nel giugno 2015 firma un contratto discografico con Warner Music Nashville e il 24 agosto distribuisce il suo primo singolo I Met a Girl, scritto da Sam Hunt e originariamente registrato nel suo mixtape del 2013 Between The Pines.
Nell'agosto 2016 I Met a Girl raggiunge la posizione numero 1 della classifica country e registra 250 000 copie vendute nei soli Stati Uniti.
Nell'ottobre 2017 pubblica il singolo Vinyl.

## Discografia
Album
2016 - Vinyl
Mixtape/EP
2016 - William Michael Morgan - EP

Singoli
2015 - I Met a Girl
2016 - Missing
2017 - Vinyl